# Асаи
Асаи (порт. açaí), или Эвтерпа овощная (лат. Euterpe oleracea), — древесное растение, вид
рода Эвтерпа семейства Пальмовые. Распространена в Бразилии, местные названия — açaí (плод), açaizeiro (дерево). Культивируется, особенно в штате Пара, ради съедобной сердцевины и плодов, богатых полезными веществами. Для тех же целей разводят и близкородственный вид Euterpe edulis (жусара).
В диком виде произрастает в сырых местах, по берегам рек группами по 4-8 деревьев. Высота дерева колеблется от 12 до 20 м, диаметр ствола — 15–20 см. Плод — тёмно-фиолетовая ягодовидная костянка, на каждой метелке от 500 до 900 плодов. Урожай снимают дважды в год. Из плодов выжимают масло асаи, богатое пальмитиновой кислотой.

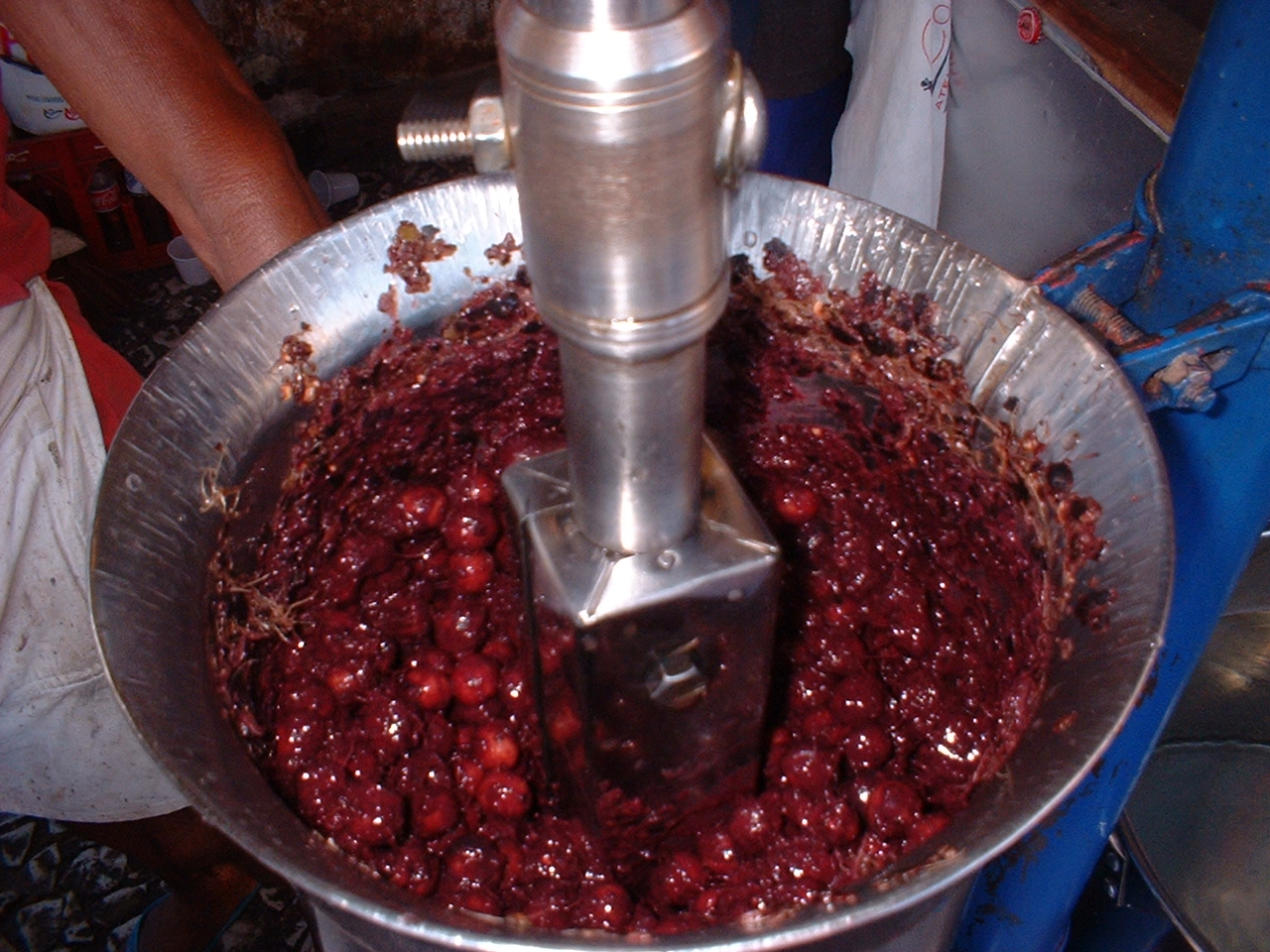
Выжимание сока из плодов

Пальма асаи — важный источник пищи для жителей дельты Амазонки. Рибейриньюс и кабокло (традиционное население берегов Амазонки) получали из этого растения свыше трети питательных веществ рациона. Возделывается главным образом ради плодов, из которых путём перетирания готовят густой напиток «Асаи на тижела» — (порт.) «асаи в чашке». Сердцевина пальмы также съедобна.

## Афера с плодами асаи
Начиная с 2004 года компания MonaVie стала продвигать плоды асаи и их сок в средствах массовой информации США как «чудо-пищу» (superfood), обладающую широким спектром полезных веществ и уникальной концентрацией антиоксидантов, способных якобы предотвращать заболевания сердечно-сосудистой системы. Научного подтверждения этих утверждений нет. Из-за растущих объёмов экспорта асаи бразильские индейцы потеряли традиционный источник питания.
Канадский центр противодействия мошенничеству охарактеризовал рекламу препаратов из асаи как «аферу международного масштаба». В 2010 году Федеральная торговая комиссия США обвинила производителей пищевых добавок из плодов асаи в обмане потребителей относительно способности продукта предотвращать рак и сохранять здоровый вес.